# نورآباد (ایذه)
نورآباد (ایذه)، روستایی از توابع بخش مرکزی شهرستان ایذه در استان خوزستان ایران است.

## جمعیت
این بخش در  حومه‌غربی قرار دارد و از مناطق اعیانی نشین بوده‌. براساس سرشماری مرکز آمار ایران در سال ۱۳۹۵، جمعیت آن ۳۲۵۰ نفر بوده‌است.